# Abanotubani
Abanotubani (georgià: აბანოთუბანი, literalment "districte dels banys") és l'antic districte de Tbilisi, Geòrgia, conegut pels seus banys sulfúrics.
Situat a la riba oriental del riu Kura, al peu del fort de Narikala, a l'altra banda de Metekhi, Abanotubani és una part històrica important de la ciutat: segons una llegenda, és on va caure el falcó del rei d'Ibèria, Vakhtang Gorgasali, la qual cosa va conduir al descobriment de les aigües termals i, posteriorment, a la fundació d’una nova capital.
A finals del segle XIII, es van registrar 65 banys a Tbilisi. Durant aquest temps, els banys eren gratuïts per als residents musulmans.